# آنتونی پارتوس
آنتونی پارتوس (انگلیسی: Antony Partos) آهنگساز و موسیقی‌دان اهل استرالیا است. او در خلق موسیقی‌هایی که عناصر صوتی و الکترونیکی را با ترکیبی از آلات موسیقی بین‌المللی ترکیب می‌کنند، تخصص دارد. او در سال ۱۹۹۳ برندهٔ جایزهٔ فیلم و تلویزیون نیوزیلند شد و ۲ مرتبه هم نامزد جایزهٔ موسیقی ای‌آرآی‌ای شده‌است.
از فیلم‌ها یا مجموعه‌های تلویزیونی که وی در آن‌ها نقش داشته‌است، می‌توان به رسوایی، ۹۹ خانه، قلمرو حیوانات، تانا، ولگرد، ۳۳ کارت پستال، قوچ‌ها و پوکر فیس اشاره نمود.